# A Month in the Country (balletto)
A Month in the Country è un balletto coreografato da Frederick Ashton su musiche di Fryderyk Chopin, tratto dalla pièce di Ivan Sergeevič Turgenev Un mese in campagna. Il balletto è stato portato al debutto alla Royal Opera House nel 1976.

## Storia
L'idea di realizzare un balletto tratto da Un mese in campagna era venuta ad Ashton già negli anni trenta, dopo aver visto l'opera in scena al Westminster Theatre di Londra. Soltanto negli anni sessanta però tornò a dedicarsi al progetto, dopo averne discusso con Isaiah Berlin, che gli consigliò di usare musiche di Chopin come colonna sonora. Fu il ballerino Michael Somes a portare all'attenzione di Ashton le Variazioni per pianoforte e orchestra su "Là ci darem la mano", la Fantasia su arie polacche e l'Andante spianato e Grande Polacca brillante, che il coreografo scelse per il balletto. Durante le prove il cast andò a vedere l'opera di Turgenev in scena all'Albery Theatre con Dorothy Tutin nel ruolo di Natalia.
Il balletto ebbe la sua prima mondiale giovedì 12 febbraio 1976 alla Royal Opera House, realizzato dal Royal Ballet. A Month in the Country fu portato in scena a Covent Garden ogni stagione dal 1976 al 1979, per poi essere riproposto di frequenti nei decenni successivi.

### Cast originale
- Natalia Petrovna: Lynn Seymour
- Yslaev: Alexander Grant
- Kolia: Wayne Sleep
- Vera: Denise Nunn
- Rakitin: Derek Rencher
- Katia: Marguerite Porter
- Matvei: Anthony Conway
- Beliaev: Anthony Dowell

## Trama
Nella campagna russa degli anni 1850, l'arrivo del giovane precettore Belaiev sconvolge le dinamiche familiari. Il tutore è lì per insegnare al giovane Kolia, ma la madre del ragazzo, Natalia Petrovna, si invaghisce di lui. Natalia, sposata con Yslaev, è già corteggiata dal vicino Rakitin, ma la sua passione per Belaiev la spinge a cercare di dare in moglie al vecchio dottore la bella Vera, temendone la concorrenza. Rendendosi conto del piano di Natalia, Vera incastra la padrona di casa facendola trovare in atteggiamenti intimi con Belaiev davanti a tutti. Rakitin e Belaiev lasciano la casa, ma il giovane ritorna di nascosto per restituire la rosa che Natalia gli aveva donato.